# Titisee-Neustadt
Titisee-Neustadt település Németországban, azon belül Baden-Württembergben. Lakosainak száma 12 395 fő (2023. december 31.).

## Népesség
A település népessége az elmúlt években az alábbi módon változott:
| Lakosok száma | 10 053 | 11 595 | 11 210 | 11 149 | 10 755 | 12 088 | 11 992 | 11 870 | 11 795 | 12 395 |
|               | 1961   | 1968   | 1974   | 1981   | 1987   | 1994   | 2000   | 2007   | 2013   | 2023   |